# Малавуа, Кристоф
Кристоф Малавуа (фр. Christophe Malavoy; род. 21 марта 1952, Ройтлинген, ФРГ) — французский актёр.

## Биография
Кристоф Малавуа родился в Германии, где тогда служил его отец, офицер французской армии. Окончив школу на улице Бланш в Париже, он провалил вступительный экзамен в Парижскую национальную консерваторию. После этой неудачи он начал актёрскую карьеру в театре KHI у молодого американского режиссёра Стюарта Сейде.
После первой небольшой роли в кино, в 1975 году, в фильме Мишеля Жерара, а затем с 1978 года в фильмах Мишеля Девиля. Пьер Шёндёрффер пригласил Малавуа в фильм «Честь капитана».
В 1983 году он получил премию «Сезар» за роль в фильме Хосе Пинейро «Семейный рок». В 1980 году он снялся в ещё одном фильме Девиля «Опасность в доме».
В 1985 году он получил приз Жана Габена, затем он был номинирован на премию «Сезар» за лучшую мужскую роль в фильме Режиса Варнье «Женщина моей жизни».
В 1990-е годы он обратился к телевидению. В 1993 году он исполнил главную роль в телефильме Ива Буассе «Дело Сезнека».